# Гай Валерий Потит
Гай Валерий Потит (лат. Gaius Valerius Potitus; V—IV века до н. э.) — римский политический деятель из патрицианского рода Валериев, военный трибун с консульской властью 370 года до н. э.
Гай Валерий был сыном Гая Валерия Потита Волуза, консула 410 года до н. э. и трижды военного трибуна. В 370 году до н. э. он стал одним из шести трибунов-патрициев; вместе с коллегами он разбил жителей Велитр, осаждавших Тускул, и осадил их собственный город, но не смог его взять до истечения своих полномочий.
Сыновьями Гая Валерия были Гай Валерий Потит Флакк (консул 331 года до н. э.) и Луций Валерий Потит, который в 331 году до н. э. был начальником конницы при диктаторе Гнее Квинтилии Варе.